# Вильрон
Вильрон (фр. Villeron) — муниципалитет во Франции, в регионе Иль-де-Франс, департамент Валь-д'Уаз. Население — 702 человека (1999).
Муниципалитет расположен на расстоянии около 26 км северо-восточнее Парижа, 35 км восточнее Сержи.

## Демография
Динамика населения (Cassini и INSEE):